# Paul Peschisolido
Paolo Pasquale „Paul” Peschisolido (ur. 25 maja 1971 w Scarborough) – były kanadyjski piłkarz pochodzenia włoskiego występujący na pozycji napastnika. W latach 2009–2012 był trenerem klubu Burton Albion.

## Kariera klubowa
Peschisolido seniorską karierę rozpoczynał w 1990 roku w klubie Toronto Blizzard z CSL. W tym samym roku odszedł do amerykańskiego Kansas City Comets, a w 1991 roku wrócił do Blizzard. W 1992 roku trafił do angielskiego Birmingham City z Division One. W 1994 roku, po spadku Birmingham do Division Two, odszedł do Stoke City z Division One. Spędził tam 1,5 roku.
Na początku 1996 Peschisolido wrócił do Birmingham City. Latem tego samego roku przeszedł do West Bromwich Albion, także grającego w Division One. Zadebiutował tam 7 sierpnia 1996 roku w wygranym 2:0 pojedynku z Queens Park Rangers. Pod koniec 1997 roku odszedł do Fulham z Division Two. W 1999 roku awansował z zespołem do Division One. W sezonie 2000/2001 był wypożyczany z Fulham do Queens Park Rangers, Sheffield United oraz Norwich City (wszystkie z Division One).
W 2001 roku Peschisolido podpisał kontrakt z Sheffield United (Division One). Jego barwy reprezentował przez 2,5 roku. Na początku 2004 roku odszedł do Derby County, także występującego w Division One. Zadebiutował tam 13 marca 2004 roku w wygranym 1:0 spotkaniu z Rotherhamem United, w którym strzelił także gola. W Derby spędził 3,5 roku. Potem grał w Luton Town (League One) oraz irlandzkim St. Patrick’s Athletic, gdzie w 2009 roku zakończył karierę.

## Kariera reprezentacyjna
W reprezentacji Kanady Peschisolido zadebiutował 13 czerwca 1992 roku w wygranym 3:1 towarzyskim pojedynku z Hongkongiem, w którym strzelił także gola. W 1993 roku był uczestnikiem Złotego Pucharu CONCACAF, który Kanada zakończyła na fazie grupowej.
W 2000 roku ponownie znalazł się w drużynie na Złoty Puchar CONCACAF, który tym razem okazał się dla Kanady zwycięski. W 2001 roku Peschisolido został powołany do kadry na Puchar Konfederacji. Zagrał na nim w meczach z Japonią (2:3), Brazylią (0:0) i Kamerunem (0:2). Z tamtego turnieju Kanada odpadła po fazie grupowej.
W latach 1992–2004 w drużynie narodowej rozegrał Peschisolido w sumie 53 spotkania i zdobył 10 bramek.